# Біллі Айліш
Бі́ллі А́йліш Па́йрат Берд О'Ко́ннелл (англ. Billie Eilish Pirate Baird O'Connell, 18 грудня 2001, Лос-Анджелес) — американська співачка, авторка пісень, музикантка, активістка за права тварин. Лауреатка дев'яти премій «Греммі» (загалом 32 номінації), семи MTV Video Music Awards , чотири Brit Awards, девʼять American Music Awards, престижні кінопремії за найкращі пісні фільмів — два «Золотих глобуси» («007: Не час помирати», 2022, та «Барбі», 2024), два «Оскари» («007: Не час помирати», 2022; «Барбі», 2024) та одну «Вибір критиків» («007: Не час помирати», 2022). Наймолодша лауреатка в історії Греммі та друга з людей, що отримали всі чотири головні нагороди, — «Найкраща нова виконавиця», «Запис року», «Альбом року» та «Пісня року».
Заявила про себе у кінці 2015 року дебютним синглом «Ocean Eyes ». 29 березня 2019 року випустила перший студійний альбом «When We All Fall Asleep, Where Do We Go?», який очолив американський Billboard 200 і британський UK Albums Chart хіт-паради, а сингл «Bad Guy» опинився на першому місці в Billboard Hot 100 США. Він став першим чарт-топером співачки, а сама Айліш стала першою людиною, народженою в XXI столітті, якій вдалося очолити Hot 100. У 2020 році вона записала пісню «No Time To Die», яка стала саундтреком до однойменного фільму про Джеймса Бонда. У 2024 році отримала «Греммі» за виконання пісні року «What Was I Made For?», саундтреку з номінанта на «Оскар», фільму «Барбі» (2023).

## Життєпис
Народилася 18 грудня 2001 року в Лос-Анджелесі у родині акторки і викладачки Меггі Бейрд та актора Патріка О'Коннелла. Має ірландське та шотландське походження. Виросла у Гайленд-Парку. Її брат Фіннеас теж займається музикою й має власний гурт.
Айліш здобула домашню освіту й 8-річною приєдналася до Лос-Анджелеського дитячого хору, де навчалася технікам співу. Першу пісню записала в 11 років. Текст був про зомбі-апокаліпсис, натхненний телесеріалом «Ходячі мерці». Також Айліш пройшла кілька акторських прослуховувань, які не вподобала. Проте їй припало до душі записувати фонові діалоги для сцен у натовпі: таким чином вона працювала над фільмами «Щоденник слабака», «Рамона і Бізус» та «Люди Ікс».
Довгий час Айліш займалася танцями, але у січні 2016 року зазнала травми, яка назавжди перервала її танцювальну кар'єру.
До 2019 року Айліш жила разом з батьками у районі Гайленд-Парк, Лос-Анджелес. Пізніше переїхала. У 2021 році вона повідомила, що досі проводить багато ночей у своїй дитячій спальні, щоб частіше бути поряд з батьками.
Має синдром Туретта, синестезію та досвід депресії. Співачка планувала самогубство, якому, за її словами, запобіг її друг, покійний американський співак XXXTentacion.
Айліш була у стосунках із репером Брендоном Адамсом, який виступає під псевдонімом 7:AMP. Потім Біллі зустрічалася з актором Меттью Тайлером Ворсом з 2021 по 2022 рік. З жовтня 2022 року по травень 2023 року вона зустрічалася зі співаком Джессі Резерфордом. В інтерв'ю Variety 2023 року Айліш розповіла, що її «фізично приваблюють» дівчата. Пізніше вона повідомила в Інстаграмі, що їй подобаються хлопці та дівчата.

## Музична кар'єра
Айліш має сопрано. Ейвері Стоун з Noisey назвав її вокал неземним, а Мора Джонстон з Rolling Stone порівняла його з шепотом. Музичний критик Роберт Крістгау написав, що «хоча Айліш є музично та комерційно — попсовою, але вона також нагадує, наскільки „аморфним“ став поп». Музика Біллі Айліш написана в таких стилях, як поп, дарк-поп, електропоп, емо-поп, експериментальний поп, гот-поп, інді-поп та альт-поп.
Айліш хотіла режисувати власні відеокліпи ще з 14 років, але спочатку їй не давали такої можливості через відсутність досвіду. У 2019 році вона дебютувала як режисерка кліпом на пісню «xanny».
Біллі Айліш росла, слухаючи The Beatles, Джастіна Бібера, Green Day, Arctic Monkeys, Linkin Park та Лану Дель Рей. Хіп-хоп — її найулюбленіший жанр, а на початок її власної кар'єри досить сильно вплинула пісня «Runaway» норвезької співачки Аврори. Також вона назвала Tyler, The Creator, Дональда Гловера та Авріл Лавін як тих, хто справляє найбільший вплив на її музику. В ЗМІ її часто порівнювали з Авріл Лавін, Lorde та Ланою Дель Рей, та, за словами Айліш, вона не хоче, щоб її порівнювали з останньою, заявивши: «Лана Дель Рей зробила свій бренд та стиль настільки досконалим, що вона не повинна цього навіть чути». Айліш також назвала Ріанну натхненням для вибору стилю після того, як під час вступної промови вона назвала моду своїм «захисним механізмом». За словами співачки, альбом Аріани Ґранде «Thank U, Next» надихнув її продовжувати займатися музикою.
Біллі Айліш пише музику та виступає на концертах разом зі своїм братом Фіннеасом. Айліш повідомляла, що деякі пісні засновані на їхньому досвіді. Фіннеас розповів, що пишучи музику для сестри, він прагне робити це так, щоб Біллі подобалося її виконувати.

### 2015-2018: Перші сингли, Don't Smile at Me
У 2015 році 13-річна Айліш почала працювати над створенням пісень з братом, який на той час кілька років займався створенням музики й мав гурт. Перші пісні, які вони записали, називалися «She's Broken» і «Fingers Crossed»:
|  | Над першими піснями, які ми записали, ми працювали не разом. Він написав пісню «She's Broken», а я «Fingers Crossed». Ми записали їх і виклали на SoundCloud просто для розваги. |

18 листопада 2015 року Айліш випустила пісню, написану, спродюсовану і змікшовану Фіннеасом, який спочатку писав її для свого гурту The Slightlys, але зрозумів, що вона краще підходить для вокалу Біллі. Він дав їй цю пісню, коли її вчитель танців Фред Діас попросив їх написати пісню для хореографії. Вони завантажили пісню на SoundCloud, щоб Фред мав змогу скачати її. За 2 тижні пісню прослухали кілька сотень тисяч разів, і менеджер Фіннеаса Денні Рукасін зв'язався з ним, щоб обговорити потенціал Біллі. На його думку, з допомогою брата вона могла б досягти великого успіху. У січні 2016 року Фіннеас і Денні Рукасін уклали угоду, в результаті якої Айліш підписала контракт з Apple Music та A&R компанією Platoon, що спеціалізується на просуванні митців-початківців до укладення контракту з великими лейблами.
24 березня 2016 року на офіційному YouTube каналі Біллі Аййлиш вийшов відеокліп на «Ocean Eyes», зрежисований Меганом Томпсоном.
23 червня 2016 року Біллі й Фіннеас випустили пісню «Six Feet Under» на SoundCloud. Саморобний відеокліп вийшов 30 червня, його зрежисувала сама Біллі, а змонтувала її мати Меггі Берд.

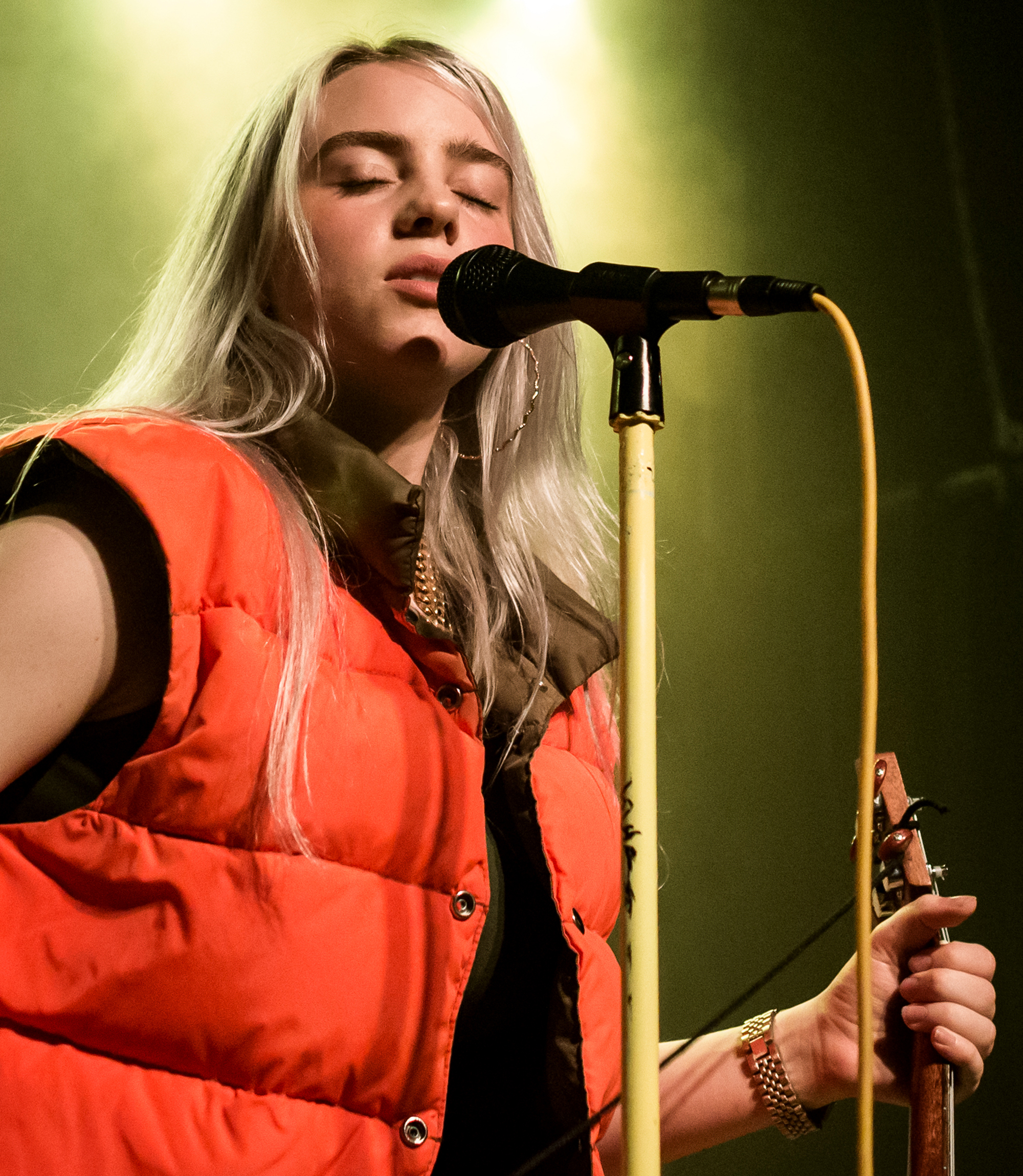
Айліш виступає в серпні 2017 року.

У серпні Айліш за сприяння Джастіна Люблінера, який помітив її талант, підписала контракт з Darkroom і Interscope Records. Darkroom і Interscope Records перевидали «Six Feet Under» і «Ocean Eyes» на стримінгові платформи 17 та 18 листопада 2016 року відповідно. 14 січня 2017 року Айліш випустила мікстейп з чотирма реміксами на «Ocean Eyes» від Astronomyy, Blackbear, Goldhouse та Cautious Clay, а також мікстейп з чотирма реміксами на «Six Feet Under» від Blu J, Gazzo, Je та Aire Atlantica.
24 лютого Айліш випустила пісню «Bellyache», а 22 березня на неї вийшов відеокліп. 30 березня вийшла пісня «Bored», що увійшла до саундтреку серіалу «13 причин чому» від Netflix, а відеокліп до пісні вийшов 26 червня. 30 червня 2017 року Айліш випустила пісню «Watch», а 14 липня — пісню «Copycat», і оголосила про випуск дебютного мініальбому «Don't Smile at Me», який вийшов 11 серпня. Мініальбом дебютував на 14 місці в U.S. Billboard 200. У жовтні Біллі Айліш вирушила в однойменний тур. 10 листопада вона випустила пісню «Bitches Broken Hearts».
У лютому 2018 року співачка вирушила до свого другого хедлайнерського туру «Where's My Mind Tour», який завершила у квітні. Айліш співпрацювала з Халідом над піснею «Lovely», яка вийшла 19 квітня 2018 року і увійшла до саундтреку другого сезону «13 причин чому».

У липні Айліш випустила пісню «you should see me in a crown», і того ж місяця виступила на Mo Pop Festival. 17 жовтня вийшла пісня «when the party's over», того ж дня Айліш записала інтерв'ю з Vanity Fair «73 питання». Це інтерв'ю входить до серії інтерв'ю з Айліш, що є своєрідною капсулою часу, яка демонструє зростання і її як особистості, і її популярності. Того ж місяця вона підписала контракт із Next Management на рекламу косметики. У листопаді Айліш була включена до списку Forbes 30 Under 30 2018 року. 

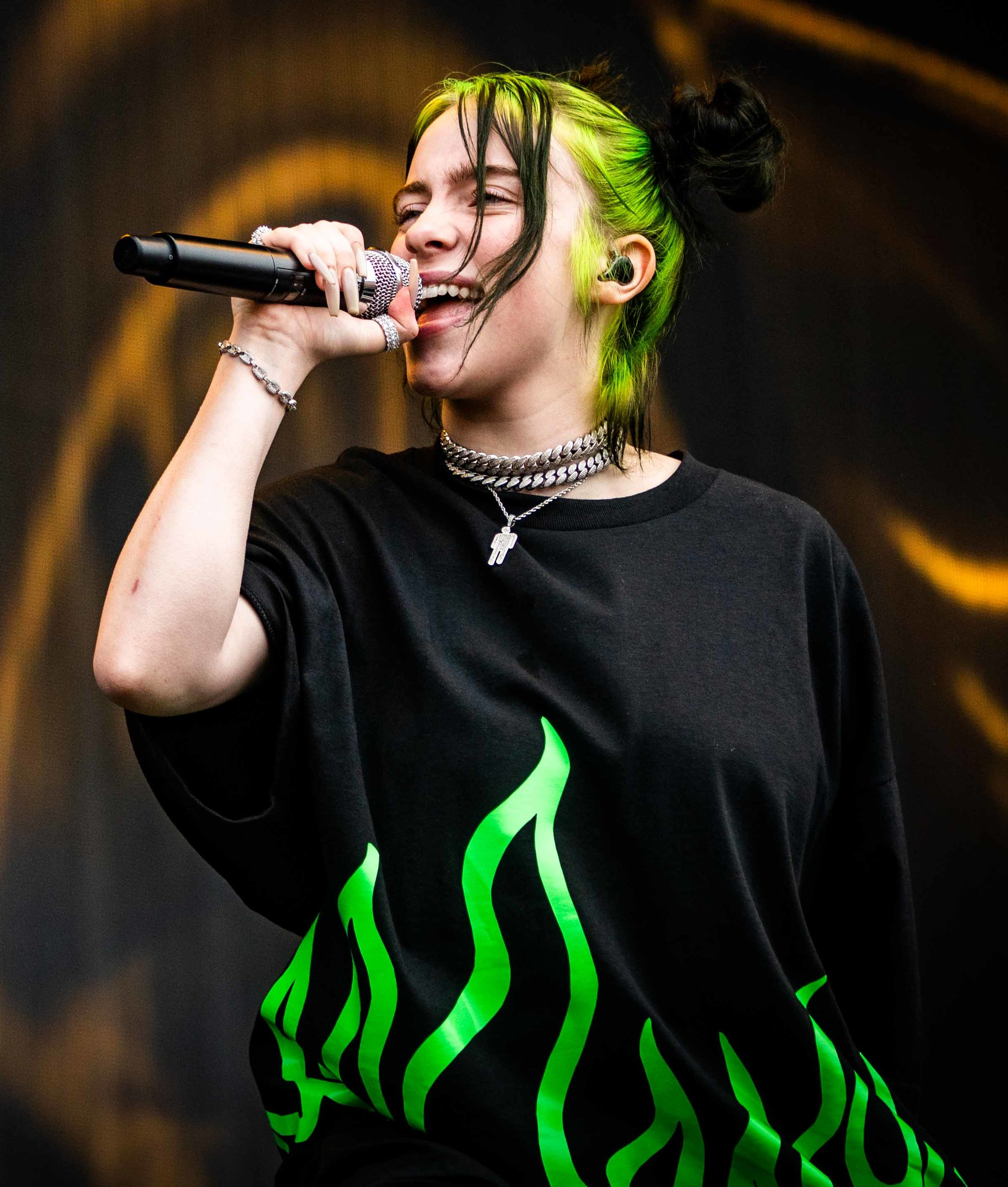
Біллі Айліш виступає на фестивалі Pukkelpop, 2019

На початку січня 2019 року мініальбом «Don't Smile at Me» досяг позначки 1 мільярд потоків на Spotify, таким чином Біллі Айліш стала наймолодшою з артистів, що досягли 1 мільярда потоків на платформі. Того ж місяця вона випустила пісню «When I Was Older», натхненну фільмом «Рома». Пісня увійшла до альбому-компіляції «Music Inspired by the Film Roma». У лютому Айліш разом з YouTube випустила документальний мінісеріал «A Snippet Into Billie's Mind» (укр. Уривок зі Свідомості Біллі).

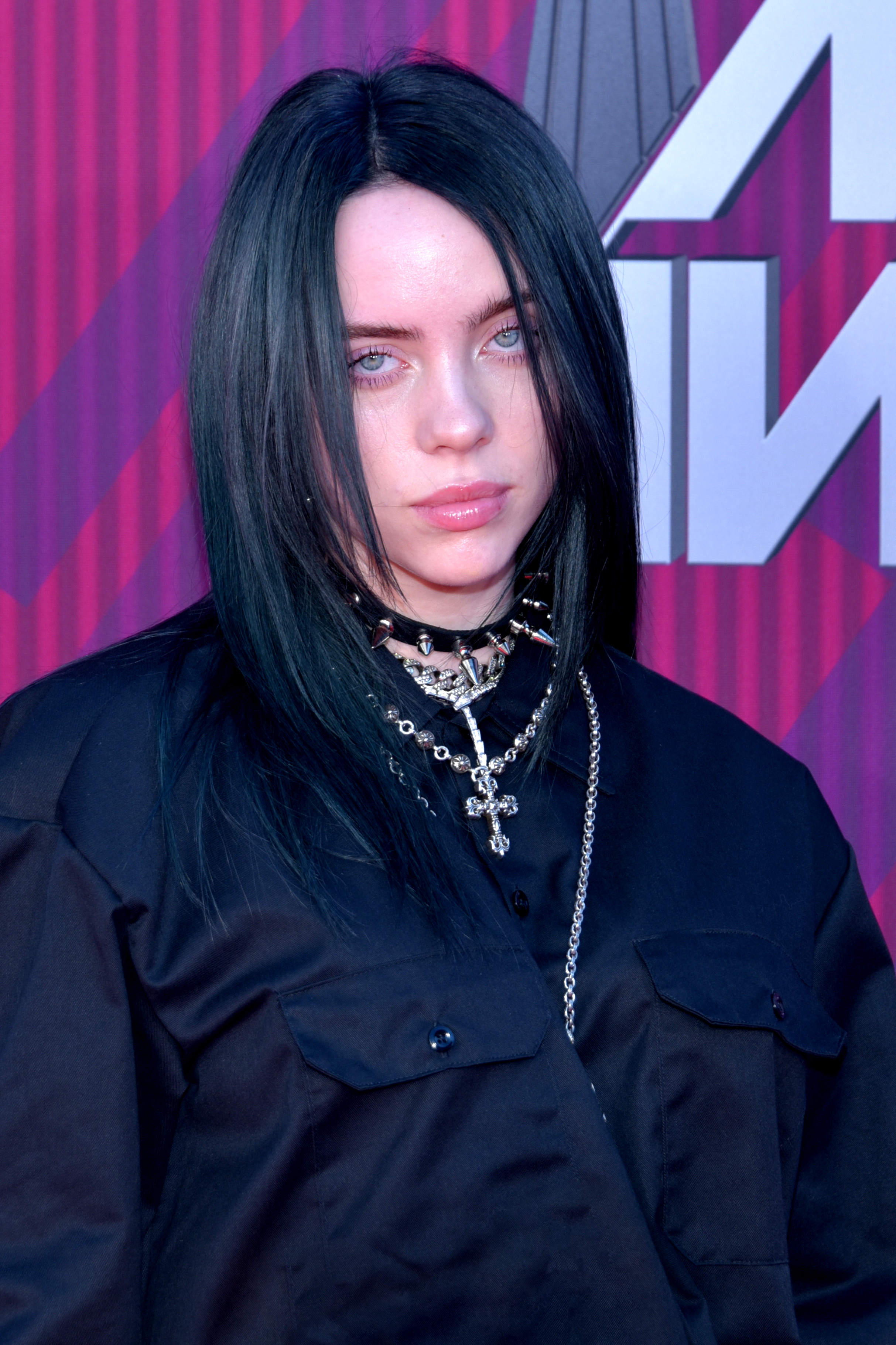
Айліш у 2019 році

### 2019-2020: When We All Fall Asleep, Where Do We Go?
Дебютний альбом Айліш «When We All Fall Asleep, Where Do We Go?» вийшов 29 березня 2019 року і дебютував на вершині Billboard 200, а також у чарті альбомів Великої Британії, зробивши Біллі Айліш першою виконавицею, що народилася у ХХІ столітті, альбом якої потрапив на перше місце у чартах США, а також наймолодшою жінкою, альбом якої потрапив на перше місце у чартах Великої Британії. Після дебюту альбому, Біллі побила рекорд за кількістю пісень, що одночасно потрапили у чарт Hot 100, серед виконавиць-жінок.
Сингл «bad guy» вийшов разом з альбомом. Ремікс на пісню за участю Джастіна Бібера випущено у липні 2019 року. В серпні «bad guy» сягнула першого місця у чарті США, завершивши рекордне 19-тижневе перебування там пісні «Old Town Road» репера Lil Nas X.
У квітні 2019 року на фестивалі Коачелла у підтримку альбому Айліш розпочала тур «When We All Fall Asleep Tour», який закінчила 17 листопада 2019 року в Мехіко. 27 вересня 2019 року вона анонсувала світовий тур «Where Do We Go? World Tour», який повинний був початися 9 березня 2020 року в Маямі і закінчитися 27 липня у Лондоні, але низку дат було перенесено через пандемію COVID-19.
13 листопада 2019 року Айліш випустила пісню «everything i wanted». 20 листопада Біллі Айліш номінована на 6 премій «Греммі», включаючи «Запис року», «Пісня року» за пісню «bad guy», а також «Альбом року» та «Найкращий новий виконавець». У 17 років вона стала наймолодшою виконавицею, номінованою відразу у 4 категоріях. Того ж місяця Айліш була визнана Жінкою року за версією Billboard.
14 січня 2020 року Айліш оголошено виконавицею головного саундтреку до 25-ї частини кінофраншизи про Джеймса Бонда «Не час помирати» (англ. No Time To Die). Незабаром після цього її однойменна пісня стала другою піснею на тему Бонда, що очолила британські чарти, та першою темою Бонда, яку виконує жінка. Це була перша пісня Айліш, що очолила чарт Великої Британії. На 62-й церемонії вручення премії Греммі вона стала наймолодшою людиною та першою жінкою, що перемогла у всіх чотирьох головних номінаціях Греммі — «Найкращий новий артист», «Запис року», «Пісня року» та «Альбом року» — одного і того самого року.
30 липня 2020 року Айліш випустила пісню «my future» разом з анімаційним відео. Пісня також є першим синглом з альбому «Happier Than Ever». У 2020 році співачка стала наймолодшою людиною в списку «Forbes Celebrity 100» з доходом в 53 мільйони доларів.

У вересні Айліш випустила колекцію фірмових укулеле разом із Fender. 12 листопада вона випустила другий сингл з альбому «Happier Than Ever» під назвою «Therefore I Am» разом з відеокліпом.

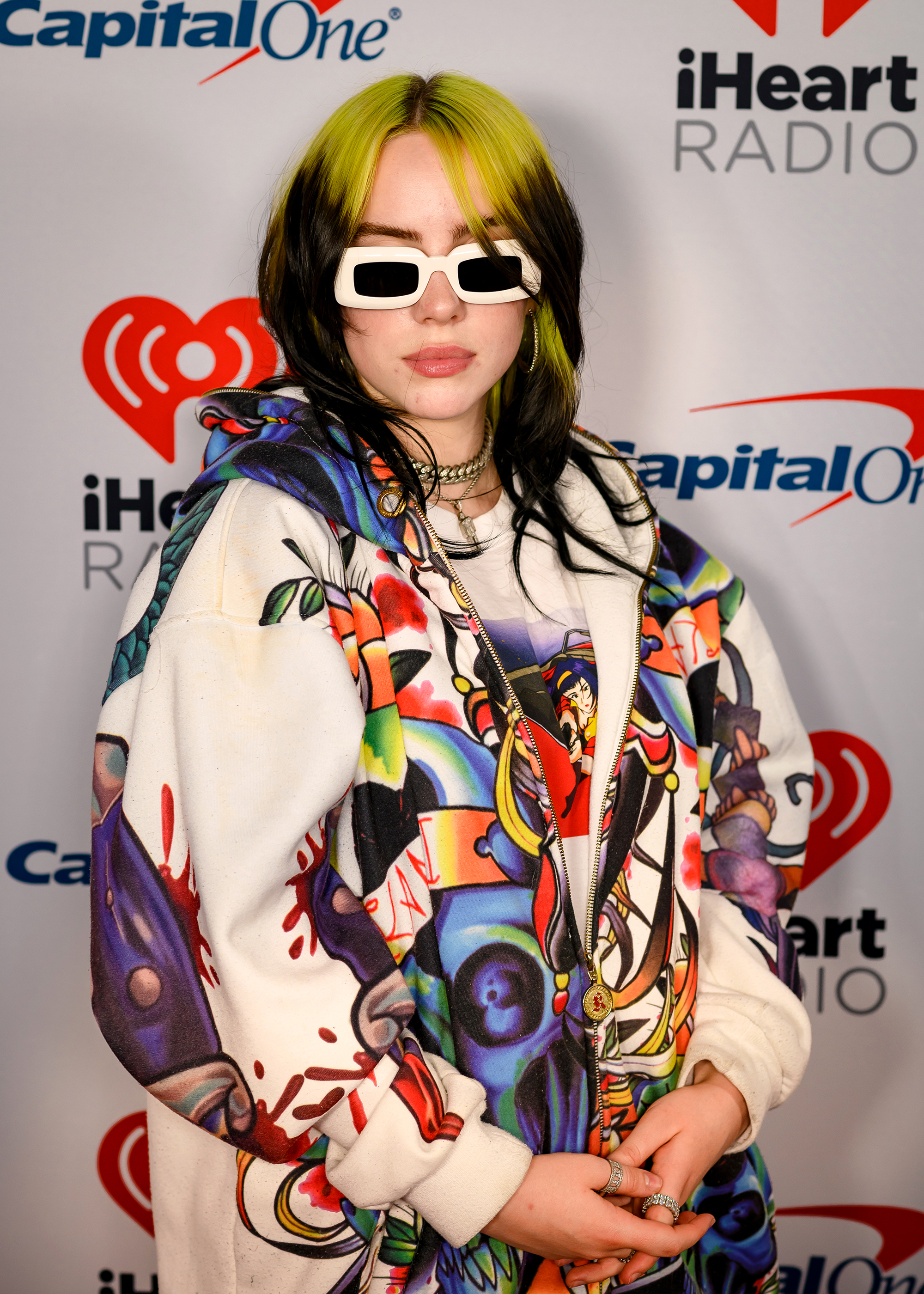
Айліш на концерті ALTer EGO, січень 2020

- 18 жовтня 2020 року Айліш дала четверте інтерв'ю в серії інтерв'ю для Vanity Fair, в якому сказала, що працює «над шістнадцятьма новими піснями, і любить кожну з них», розповівши про новий майбутній музичний проєкт, яким став її другий студійний альбом «Happier Than Ever»[83].

У січні 2021 року Айліш разом з Розалією випустила пісню «Lo Vas a Olvidar» (ісп. Ти забудеш про це). Пісня увійшла у саундтрек до серіалу Ейфорія від HBO. 26 лютого вийшов документальний фільм про Айліш і її життя «Біллі Айліш: Трохи розмитий світ». Фільм отримав високу оцінку критики і фанів за детальний погляд на приватне життя співачки у період її сходження до слави. На 63-й церемонії Греммі Айліш отримала премії за «Найкращу пісню, написану для візуальних медіа» (за тему Бонда) та «Запис року» за пісню 2019-го року «everything i wanted». У своїй промові за «Запис року» Айліш сказала, що реперка Megan Thee Stallion заслужила перемогу, але все ж подякувала своїм шанувальникам і брату.

### 2020-2023: Happier Than Ever, Guitar Songs
27 квітня 2021 року в своєму інстаграмі Айліш повідомила, що випустить другий студійний альбом «Happier Than Ever» 30 липня 2021 року. В пості також була показана обкладинка і трекліст з 16-ти пісень.
Альбом вийшов у різних форматах: у вигляді вінілу та касет різних кольорів. Виходу передували п'ять синглів: «My Future», «Therefore I Am», «Your Power», «Lost Cause» і «NDA». Для подальшого просування альбому Айліш працювала з Disney над концертним фільмом «Happier Than Ever: A Love Letter to Los Angeles», що вийшов у вересні 2021 року, і вирушила у світове турне «Happier Than Ever», яке розпочалося в лютому 2022 року.
У червні 2021 року Біллі Айліш розкритували за відео, в якому вона вимовляє антиазіатське слово «chink» під час виконання пісні «Fish» виконавця Tyler, The Creator. Співачку також звинували у квірбейтингу після того, як вона написала «i love girls» для реклами відеокліпу «Lost Cause». 22 червня в Інстаграмі Айліш вибачилася за використання слова «chink» і сказала, що тоді їй було лише 13–14 років і вона не знала, що це принизливий вираз. В інтерв'ю в липні 2021 року вона згадувала: «Тоді я сказала так багато речей, з якими я зараз абсолютно не згодна».
2 грудня 2021 року Айліш анонсувала екологічну вінілову версію «Happier Than Ever», яка вийшла обмеженим тиражем, виготовленим з перероблених вінілових обрізків. Версія була доступна лише в магазинах Gucci по всьому світу і включала наклейки для нігтів, розроблені креативним директором бренду Алессандро Мікеле.
Протягом 2022 року Айліш була хедлайнеркою фестивалю Гластонбері, де стала наймолодшим хедлайнером понині, та музичного фестивалю Коачелла. Того ж року вийшов мультфільм Pixar «Я — панда», для якого Айліш з братом написали три пісні: «Nobody Like U», «U Know What's Up» і «1 True Love».
У червні 2022 року під час виступу в Манчестері співачка представила пісню «TV». 21 липня вона несподівано випустила двотрековий мініальбом «Guitar Songs», який включає «TV» та «30th». Айліш пояснила рішення несподівано випустити EP в інтерв'ю з Лоу. Вона сказала, що, попри роботу над третім студійним альбомом, вона відмовилася чекати, щоб включити «TV» і «The 30th» в треклист. Вона хотіла якнайшвидше поширити меседжі цих робіт своїм фанам: «Ці пісні справді актуальні для мене, і це пісні, які я хочу сказати прямо зараз». Айліш також втомилася від важкої, традиційної реклами прийдешньої музики. Вона хотіла випускати пісні, як створювала на початку кар'єри, переглядаючи їх для фанів на живих концертах, а потім випускати без особливого маркетингу.

### 2024: Hit Me Hard and Soft
8 квітня 2024 року Айліш анонсувала свій третій студійний альбом Hit Me Hard and Soft, реліз якого заплановано на 17 травня 2024 року.

## Мистецький образ
Більшість уваги ЗМІ зосереджували навколо стилю вбрання Айліш, який переважно складався з мішкуватих (англ. oversize) речей. У 2017 році співачка заявила, що їй подобається одягатися поза зоною комфорту, щоб привертати увагу всіх навколо, прагнучи виглядати «так, щоб запам'ятовувалося всім».
У травні 2019 року Айліш з'явилася у рекламі Calvin Klein, де повідомила, що обирає мішкуватий одяг, щоб люди не засуджували її тіло. У березні 2020 року на концерті у Маямі, в рамках туру «Where Do We Go? Tour», відбулася прем'єра короткометражного фільму «Not My Responsibility» (укр. Не моя відповідальність), у якому співачка розповіла історію сорому за своє тіло. «Not My Responsibility» було завантажено на ютуб-канал Айліш у травні 2020 року. У 2021 році Айліш з'явилася на обкладинці червневого видання журналу Vogue. На фотосесії Крейга МакДіна вона була одягнена у спідню білизну, особливу увагу було приділено корсетам. Того ж року вона вперше з'явилася на Met Gala, у сукні від Оскара де ла Рента з умовою, що модний будинок назавжди припинить використовувати натуральне хутро. Хоча сукня була натхненною оригінальною лялькою Барбі, модна критика відзначила подібність образу Айліш із Мерилін Монро, яка також носила сукню від Оскара де ла Рента на початку 1950-х.

## Продукція та реклама
У квітні 2019 року Біллі Айліш випустила лінійку одягу в співпраці з Такасі Муракамі, натхненну її кліпом на «You should see me in a crown», також знятим і змонтованим Такасі. Того ж місяця Айліш співпрацювала з Adobe Creative Cloud для серії рекламних роликів, а також для конкурсу малюнків у соціальних мережах, де бажаючі могли надіслати власну роботу з хештегом «#BILLIEXADOBE».
У травні 2019 року Айліш з'явилася у рекламній кампанії Calvin Klein «#MyCalvins», а також у кампанії Ad Council «Seize the Awkward», серії рекламних роликів, спрямованих на інформування про психічне здоров'я. У липні співпрацювала з лос-анджелеським брендом одягу Freak City для створення лінійки одягу. Того ж місяця виступила на вечері, організованій Chanel на острові Шелтер на честь відкриття яхт-клубу бренду.
Співпраця Айліш з компанією з виробництва одягу Siberia Hills викликала суперечки після того, як стало відомо, що компанія використала плагіат дизайну фан-арту персонажа Нозомі Тодзьо з аніме «Love Live!», намальованого художником Макото Курокава. Пізніше бренд пояснив, що сама Айліш не знала про плагіат.
У листопаді 2021 року Біллі Айліш представила парфумерний бренд під назвою «Eilish».

## Політичні погляди та активізм
Біллі Айліш має історію політичної активності, зосереджуючись на обізнаності про зміну клімату, репродуктивних правах жінок, гендерній рівності та правах тварин.
Айліш виросла вегетаріанкою і регулярно виступає в соцмережах на захист прав тварин, у тому числі критикує молочну промисловість, використання шерсті та хутра. У 2019 році вона отримала нагороду PETA «Найкращий голос за захист тварин». PETA назвала її «Людиною року» в 2021 році.
Біллі неодноразово говорила про права жінок . Вона – прихильниця бодіпозитиву для жінок. Біллі написала та продюсувала короткометражний фільм 2020 року «Не моя відповідальність» як відповідь на хейт її тіла та подвійні стандарти щодо зовнішності жінок . "Your Power", один із її синглів 2021 року, критикує сексуальну експлуатацію молодих жінок, насамперед чоловіками . 
Під час фестивалю в Гластонбері 2022 року вона виконала пісню «Your Power», щоб засудити скасування справи Ро проти Вейда. Біллі включила посилання до скасування Ро проти Вейда в її треку 2022 року «TV», більшу частину якого вона написала після того, як чернетка судового рішення просочилася в Інтернет у травні.
У березні 2020 року Айліш закликала своїх шанувальників зареєструватися для голосування на президентських виборах 2020 року в США. У серпні вона виступила на Демократичній національній конвенції 2020 року і оголосила про підтримку передвиборчої президентської кампанії Джо Байдена.
У листопаді 2021 року Айліш дозволила некомерційній організації CoralWatch використати її пісню «Ocean Eyes» у рамках кампанії в соціальних мережах для підвищення поінформованості про Великий бар'єрний риф Австралії.
Біллі Айлійш і Україна
Під час повномасштабного російського вторгнення в Україну 2022 року, яке є частиною російсько-української війни, Біллі Айліш на одному з концертів підтримала українців і закликала людей зі всього світу поширювати інформацію про те, що зараз відбувається в Україні. Так зірка підтримала світовий рух «Stand Up For Ukraine». Наприкінці виступу співачка додала, що пісня «Your Power», яку вона присвятила українцям, є однією з її найулюбленіших. Вона про зловживання владою, яке може призвести до жахливих наслідків, а також символізує заклик до дії. 

## Дискографія

### Альбоми
- 2019 — When We All Fall Asleep, Where Do We Go?
- 2021 — Happier Than Ever
- 2024 — Hit Me Hard and Soft

### Мініальбоми
- 2017 — Don't Smile at Me
- 2022 — Guitar Songs

## Тури

### Як основна виконавиця
- 2017 — Don't Smile at Me Tour
- 2018 — Where's My Mind Tour
- 2018—2019 — 1 by 1 Tour
- 2019 — When We All Fall Asleep Tour
- 2020 — Where Do We Go? World Tour
- 2022 — Happier Than Ever, The World Tour

### На розігріві
- 2018—2019 — Florence and the Machine — High as Hope Tour

## Фільмографія

### Фільми
| Рік  | Назва                                           | Роль           | Примітки               |
| ---- | ----------------------------------------------- | -------------- | ---------------------- |
| 2020 | Justin Bieber: Seasons                          | Грає саму себе | Документальний серіал  |
| 2020 | Не моя відповідальність                         | Грає саму себе | Короткометражний фільм |
| 2020 | Coachella: 20 Years in the Desert               | Грає саму себе | Документальний фільм   |
| 2021 | Billie Eilish: The World's a Little Blurry      | Грає саму себе | Документальний фільм   |
| 2021 | Happier Than Ever: A Love Letter to Los Angeles | Грає саму себе | Концертний фільм       |

### Телебачення
| Рік  | Назва               | Роль                   | Notes                                          |
| ---- | ------------------- | ---------------------- | ---------------------------------------------- |
| 2021 | Saturday Night Live | Грає саму себе (гість) | Епізод: «Billie Eilish/Billie Eilish»          |
| 2022 | Sesame Street       | Грає саму себе         | Епізод: «Elmo's Number Adventure»              |
| 2022 | Сімпсони            | Грає саму себе         | Короткометражний фільм: «When Billie Met Lisa» |